# Fort Tigné

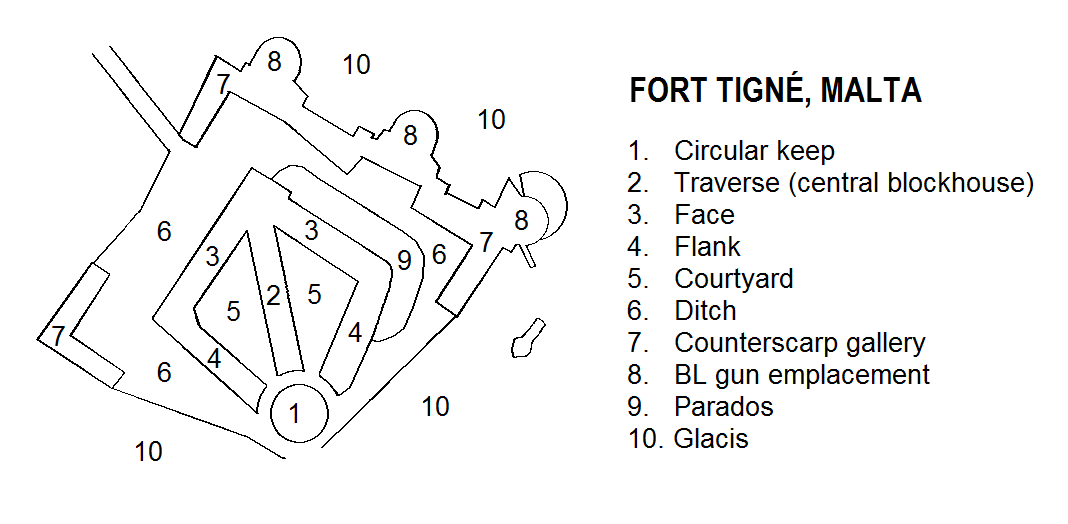

Fort Tigné (malt. Il-Forti Tigné lub Il-Fortizza ta’ Tigné) jest fortem poligonalnym na Tigné Point w Sliemie na Malcie. Został zbudowany przez Zakon Rycerzy Joannitów w latach 1793–1795, aby ochraniać wejście do portu Marsamxett. Jest jednym z najstarszych fortów poligonalnych na świecie. W XIX wieku fort został mocno zmieniony przez Brytyjczyków; pozostawał w użytkowaniu przez wojsko do roku 1979.
Fort Tigné został odnowiony na początku XXI wieku i jest teraz w dobrym stanie. Jest umieszczony na maltańskiej wstępnej Liście światowego dziedzictwa UNESCO od roku 1998, jako część Fortyfikacji Rycerzy wokół portów na Malcie.

## Historia

### Podłoże historyczne i niezrealizowane projekty
Posterunek obserwacyjny istniał na Punta di Santa Maria (dziś znanym jako Tigné Point, od nazwy fortu) od roku 1417. Była to najpewniej mała nieumocniona budowla, zawiadywana przez trzy osoby. Półwysep pełnił ważną rolę podczas Wielkiego Oblężenia Malty w 1565 roku, kiedy najeźdźcy tureccy zbudowali na nim baterię, celem ostrzeliwania Fortu St. Elmo. Po oblężeniu, miejsce zaczęło być znane jako Dragut Point, od imienia tureckiego korsarza Turguta (ang. Dragut).
Pierwsza propozycja budowy fortyfikacji w tym miejscu wyszła od włoskiego inżyniera wojskowego Antonio Maurizio Valpergi w roku 1670. Zaproponował on budowę ufortyfikowanego miasta, znanego jako Borgo della Città Piccola, z planem podobnym do Fortu Ricasoli. Projekt nie został zrealizowany, prawdopodobnie z powodu braku pieniędzy.
W roku 1715 Philippe de Vendôme wystąpił z projektem budowy reduty podpiwniczonej kazamatami. Rok później, René Jacob de Tigné zaproponował budowę olbrzymiej baterii artyleryjskiej, podobnej do innych baterii nadbrzeżnych, które w tym czasie budowano wokół maltańskiego wybrzeża.
W roku 1757, na północnym brzegu półwyspu zbudowano Baterię Lembi, zewnętrzne dzieło fortyfikacyjne Fortu Manoel.
We wczesnych latach 1760. zaproponowano budowę entrenchment z bastionami, lecz tego projektu również nie zrealizowano.

### Budowa fortu

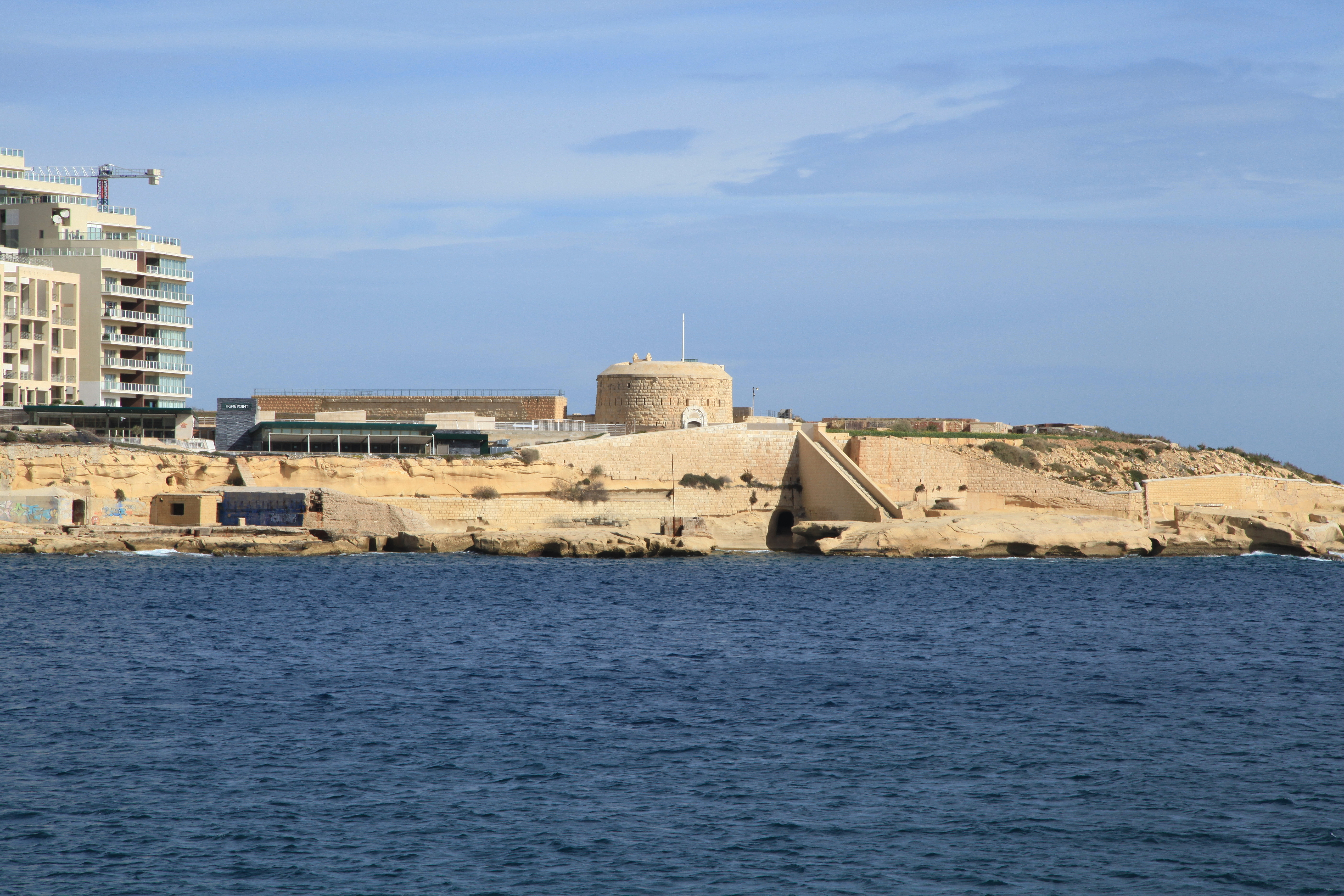
Fort widziany z Valletty

Ostateczny projekt Fortu Tigné został w końcu wykonany w roku 1792, prawdopodobnie z obawy przed francuską inwazją. Praca ta została zlecona przez Wielkiego Mistrza Emmanuela de Rohan-Polduc zatrudnionemu niedawno przez Zakon inżynierowi Antoine Étienne de Tousardowi. Budowa rozpoczęła się w roku 1793 pod nadzorem capomastro Antonio Cachia, i została zakończona w lipcu 1795 roku. Fort został nazwany na cześć Rycerza Zakonu François René Jacoba de Tigné, bratanka wojskowego inżyniera René Jacoba de Tigné, dla upamiętnienia jego długoletniej służby dla Zakonu. Tigné wyłożył 1000 scudi na budowę fortu, de Rohan dał około 6000 scudi. Następne 500 scudi zostało podarowane przez Bali de Tillet, reszta kosztów została pokryta przez Fondazione Manoel.
Nowy fort był trochę mały, jak na XVIII-wieczne standardy, był bardziej podobny do dużej reduty raczej, niż do fortu. Mimo to, należy uwzględnić rewolucyjność jego konstrukcji, ponieważ był to jeden z najwcześniejszych fortów poligonalnych na świecie. Fort Tigné był również ostatnią wielką konstrukcją militarną, zbudowaną przez Zakon Joannitów.
Po wybudowaniu Fortu Tigné, pobliska Bateria Lembi została wycofana z użytku wojskowego i przekształcona w prywatną rezydencję.
Około roku 1797 padła propozycja zbudowania ufortyfikowanego miasta, zajmującego cały półwysep, z Fortem Tigné jako jego osłoną. Jak było z wcześniejszymi wnioskami z końca XVII i początku XVIII wieku, nic i tym razem nie zmaterializowało się z tego planu.

### Francuska inwazja i okupacja

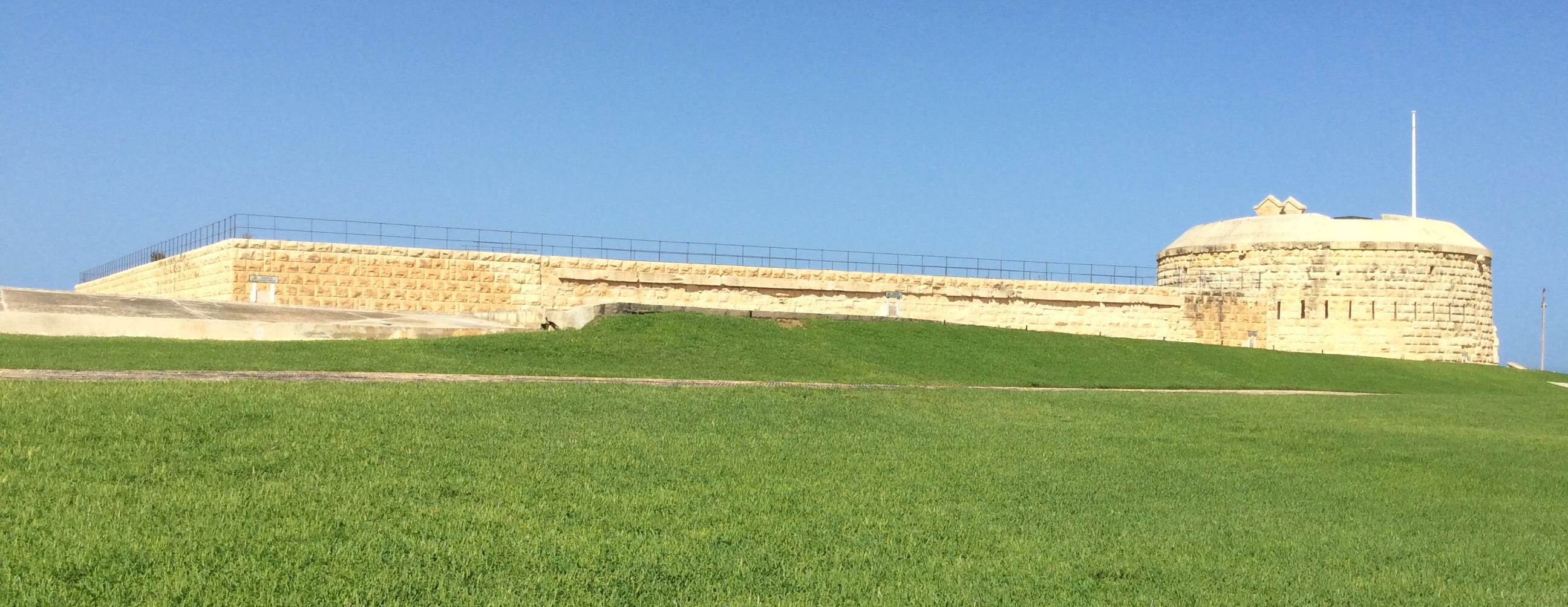
Lewa flanka fortu oraz wieża warowna, widok z glacis fortu

Fort przeszedł swój „chrzest bojowy” podczas francuskiej inwazji na Maltę w czerwcu 1798 roku. Był on w tym czasie dowodzony przez bawarskiego Rycerza Zakonu Josepha Marię von Rechberga, i miał załogę złożoną z Cacciatori – ochotniczego batalionu lekkiej piechoty szaserów, bombardierów z okrętu San Zaccharia oraz maltańskiej milicji. Fort Tigné był uzbrojony w 28 dział i 12 moździerzy, jak poniżej, lecz tylko 15 dział było zdatnych do użytku:
- 12 dział 24-funtowych
- 6 dział 18-funtowych
- 6 dział 12-funtowych
- 4 działa 4-funtowe
- 6 moździerzy strzelających pociskami
- 6 moździerzy strzelającymi kulami kamiennymi

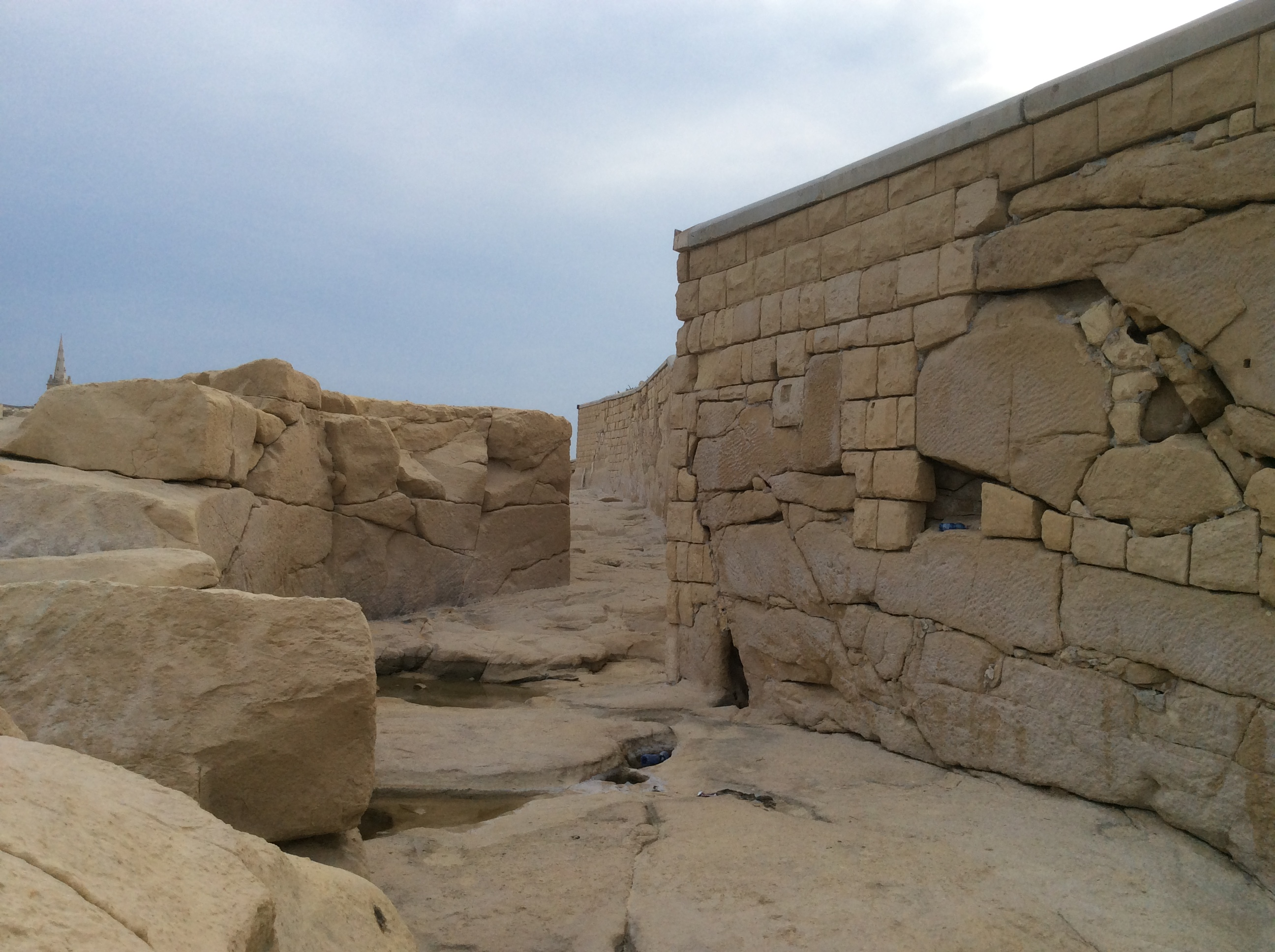
Sucha fosa

Fort Tigné był jednym z kilku ufortyfikowanych miejsc, które próbowały aktywnie przeciwstawić się inwazji. 10 czerwca Francuzi próbowali przejąć go małymi siłami, lecz zostali odparci. Fort również wsparł ogniem swoich dział kontratak floty Zakonu przeciwko Francuzom, i to uniemożliwiło francuskim okrętom wpłynięcie do portu Marsamxett.
11 czerwca Francuzi ostrzelali fort z lądu i z morza. Załoga fortu odpowiedziała ogniem, a dowódca, Rechberg, zdołał przywieźć więcej amunicji z Floriany. 12 czerwca ostrzał fortu był kontynuowany, ale w tym czasie Francuzi zdobyli Vallettę, Florianę i Fort Manoel. Milicja maltańska opuściła fort, redukując tym samym ilość obrońców do 80 mężczyzn. Pod koniec dnia amunicja w forcie wyczerpała się, niektóre części fortu uległy zniszczeniu w wyniku ostrzału. Kiedy Rechberg i jego żołnierze zdecydowali się na ucieczkę, było już za późno – Francuzi złapali ich i zajęli fort 13 czerwca.
Podczas późniejszego powstania Maltańczyków przeciw rządom francuskim, powstańcy zbudowali sześć baterii, zwróconych frontem ku Fortowi Tigné, który był w rękach Francuzów. W trakcie roku 1799 uzbrojenie fortu zostało zmniejszone do 21 dział:
- 7 dział 24-funtowych
- 6 dział 18-funtowych
- 4 działa 10-funtowe
- 4 działa 4-funtowe

### Rządy brytyjskie

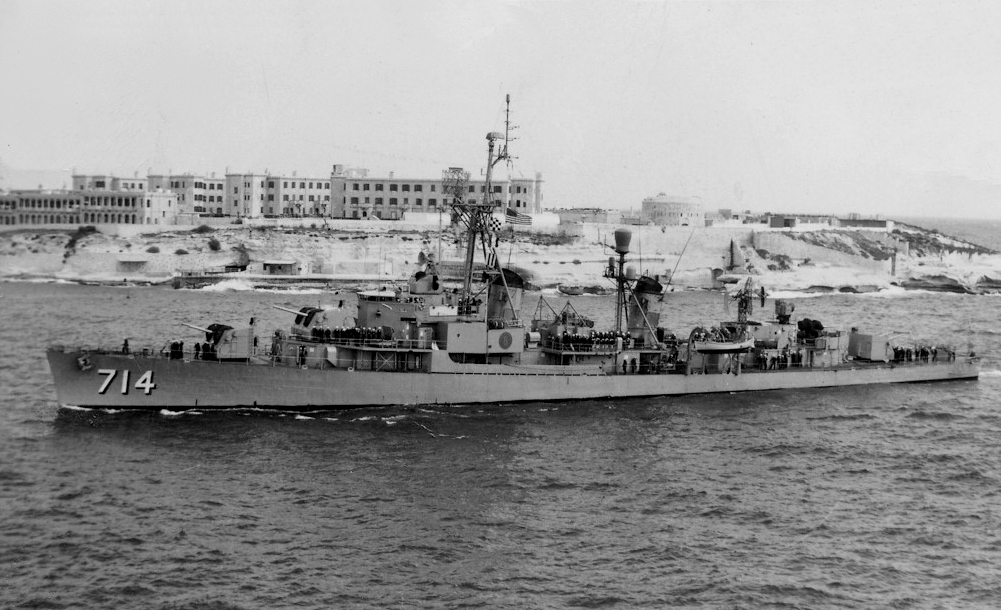
USS William R. Rush przy Tigné Point w 1961 roku. W tle widoczny Fort Tigné i koszary.

Fort Tigné został oficjalnie przejęty przez armię brytyjską we wrześniu roku 1800, a w roku 1805 został obsadzony stałą załogą. Części fortu, zniszczone podczas francuskiej okupacji, zostały naprawione, lecz początkowo nie wykonano żadnych większych zmian. W roku 1815, po kilkunastu latach brytyjskich rządów, fort był uzbrojony w 30 dział:
- 14 dział 24-funtowych
- 12 dział 18-funtowych
- 4 karonady 24-funtowe

W latach 1860. Fort Tigné został opisany przez Brytyjczyków jako „doskonały mały fort bez flank (boków) ... zdolny do znacznego oporu”, i został użyty jako prototyp dla innych fortów poligonalnych na świecie. W tym czasie główne uzbrojenie fortu stanowiły działa 68-funtowe. Parapet na okrągłej wieży warownej został usunięty, aby zrobić miejsce dla pojedynczego działa, umieszczonego na obracanej platformie, podobnie jak w wieżach Martello. W roku 1864 fort był uzbrojony w 18 dział 32-funtowych, 4 działa 10-funtowe, oraz kolejne działo 32-funtowe na wieży warownej.

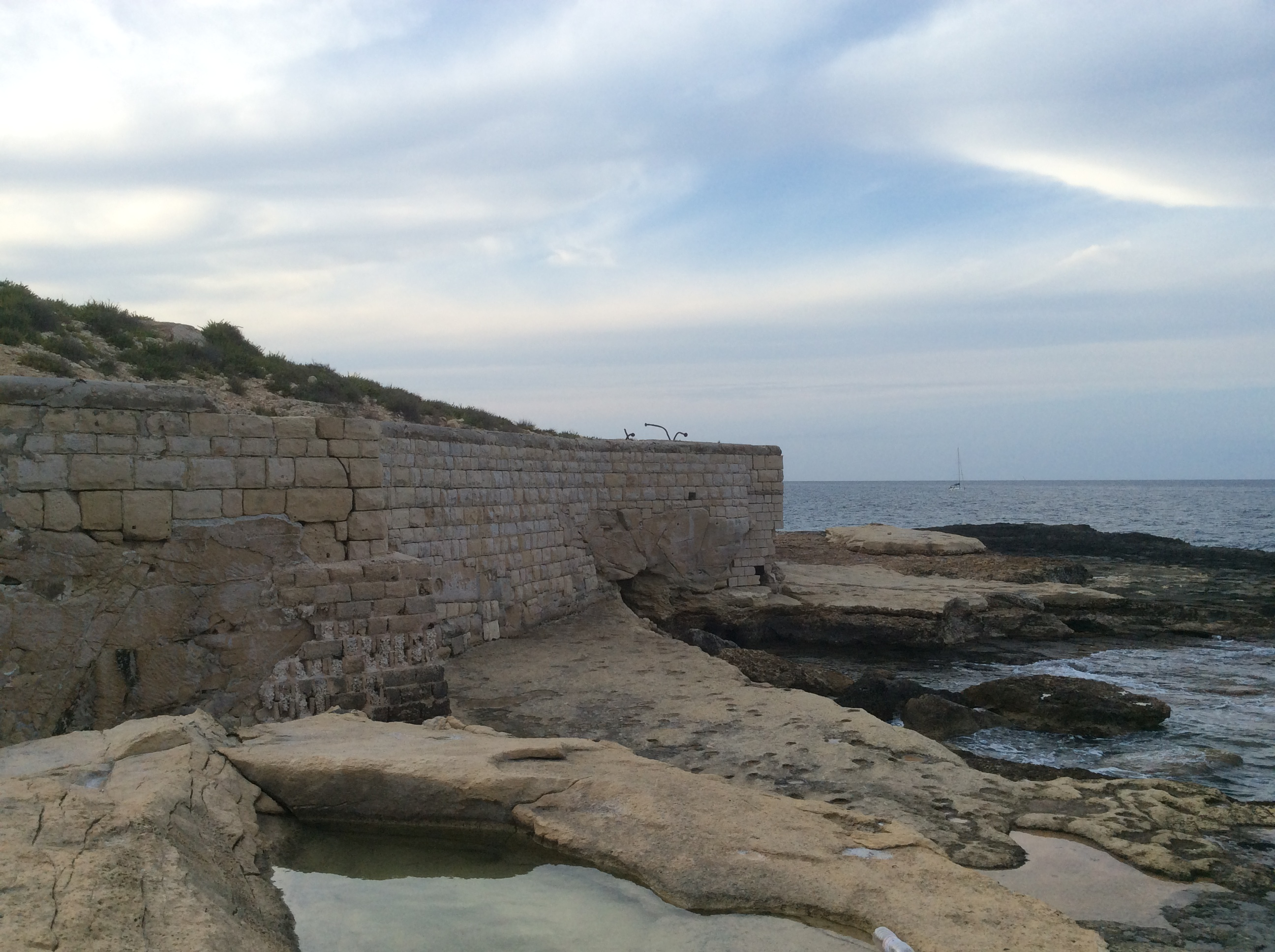
Część fortu z brytyjskimi modyfikacjami (stan z 2017)

Pierwsze większe modyfikacje zostały przeprowadzone w latach 1870–1875, kiedy zburzono niektóre parapety ze strzelnicami, aby zrobić miejsce na platformę dla 9-calowego działa RML. Pozostała część fortu przeszła znaczące zmiany w ciągu następnych lat. W latach 1880. Brytyjczycy rozważali zburzenie fortu i zbudowanie jakiejś większej fortyfikacji, lecz w roku 1888 zaproponowano, zamiast zburzenia fortu, zredukowanie wysokości murów obronnych do poziomu stoku obronnego (glacis). W latach 1890., na stoku obronnym zbudowano platformy dla dział ładowanych od zamka (ang. breech loader «BL»). Następne modyfikacje zamieniły część budowli w pomieszczenia dla obsługi dział i magazyny.
Obrona Tigné Point została wzmocniona w latach 1878–1886, kiedy zbudowano Baterię Cambridge. W latach 1889–1894 powstała Bateria Garden, zajmująca teren pomiędzy Baterią Cambridge a Fortem Tigné. We wczesnych latach XX wieku, na pozostałym terenie półwyspu zbudowano budynki koszarowe.
Fort znajduje się na Liście Zabytków 1925. Fort był zniszczony przez bombardowania w czasie II wojny światowej.

### Czasy niedawne

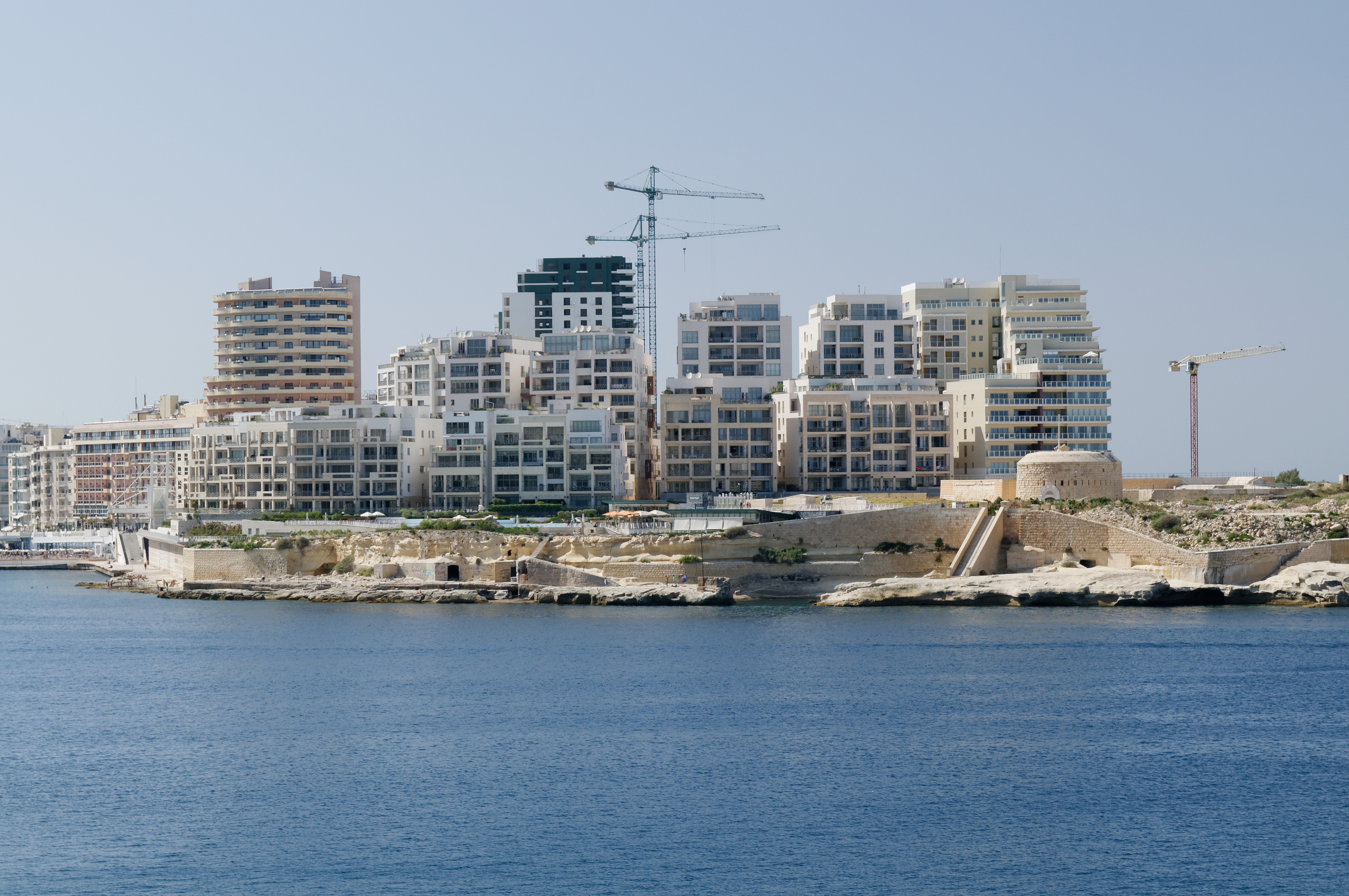
Zabudowany Tigné Point z Fortem Tigné na przodzie (po prawej)

Kiedy w roku 1979 brytyjscy żołnierze opuścili Maltę, fort został porzucony i popadł w zaniedbanie. Niektóre części były też niszczone przez wandali. Pewna jego część była również używana jako zakład odsalania wody morskiej.
Od wczesnych lat 2000. półwysep Tigné Point zaczął być przebudowywany przez firmę MIDI plc. Pobrytyjskie koszary zostały zburzone, na ich miejscu zbudowane zostały wieżowce mieszkalne. W roku 2008 firma MIDI plc, jako część swojego projektu, odnowiła też fort. Modyfikacje, wykonane przez Brytyjczyków, jak np. platformy pod działa BL, również zostały naprawione, a na stoku obronnym fortu  wykonano ogrody i ścieżki krajobrazowe.
Przedstawionych zostało kilka propozycji wykorzystania budynku fortu, np. obiekt gastronomiczny, muzeum wojskowe, miejsce wystawowe lub galeria sztuki.

## Wygląd fortu

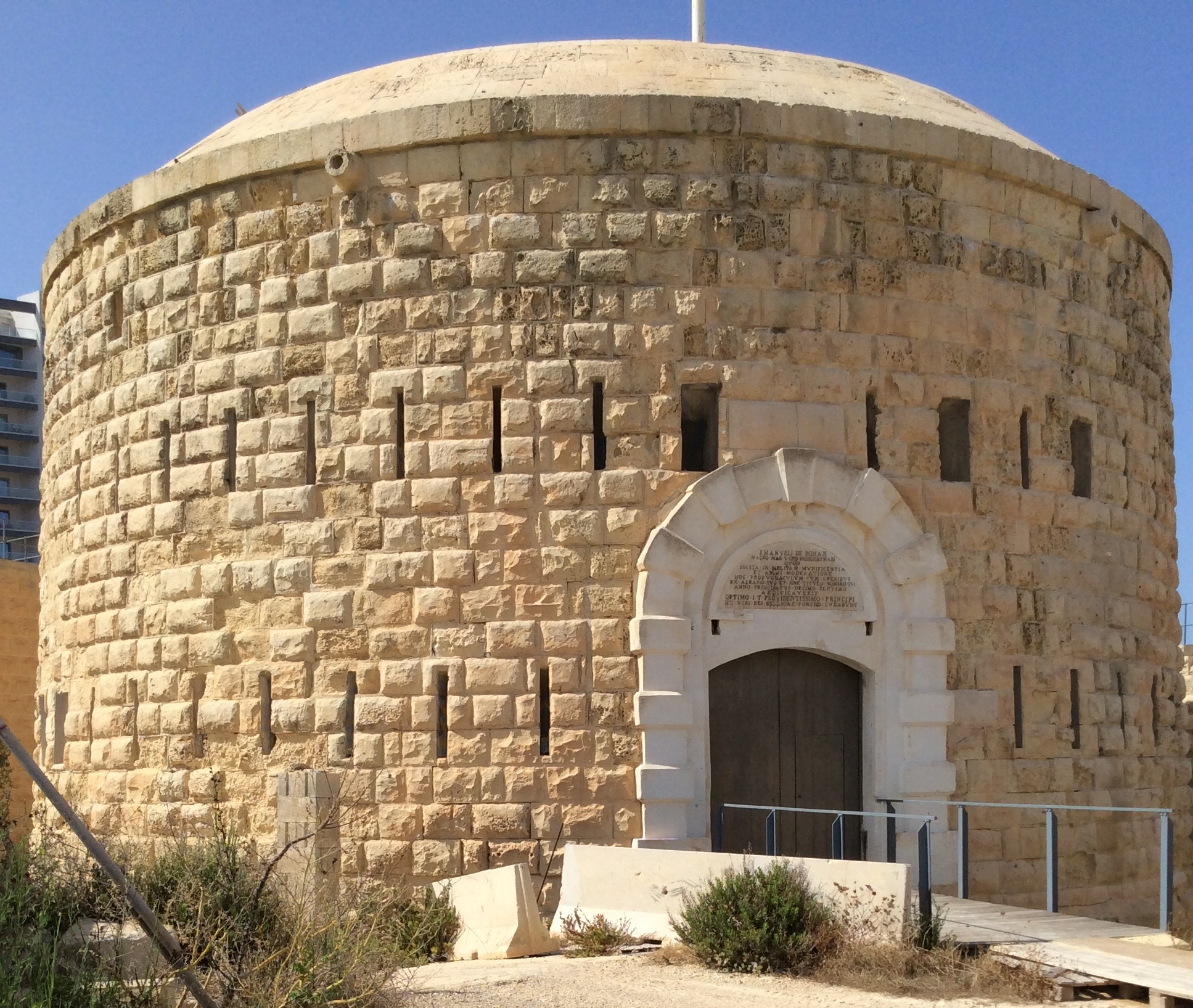
Wieża warowna

Projekt Fortu Tigné bazuje głównie na Lunette d’Arçon oraz na pracach markiza Marc René de Montalembert. Finalny projekt Antoine Étienne de Tousarda doprowadził do budowy rewolucyjnej, jak na tamte czasy, fortyfikacji – jednego z najstarszych fortów poligonalnych na świecie.
Najbardziej dostrzegalną budowlą fortu jest okrągła wieża warowna. Została ona wzorowana na reduit de surete z Lunette d’Arçon, ma ona też podobieństwa do tour-reduits, budowanych na Malcie na początku XVIII wieku (jedynym zachowanym przykładem jest Wieża Vendôme). Posiadała dwa rzędy otworów strzelniczych dla muszkieterów, a na dachu znajdował się parapet z czterema ambrazurami. Ten ostatni został w latach 1860. zastąpiony przez pochyłe przedpiersie, osłaniające pojedyncze działo. Do wieży prowadzi brama, ponad którą znajduje się pamiątkowa płyta.
Główna budowla fortu była w kształcie rombu. W jej skład wchodziły dwie flanki (skrzydła) oraz dwa czoła. Obydwa czoła i prawe skrzydło posiadały oryginalnie ambrazury, lecz zostały one rozebrane przez Brytyjczyków w XIX wieku. W centrum fortu znajdował się blokhauz z dziedzińcem po każdej stronie.
Główna budowla fortu oraz wieża warowna były otoczone przez rów obronny, którego przeciwskarpa posiadała trzy galerie strzeleckie dla muszkieterów. Te również zostały znacząco zmodyfikowane przez Brytyjczyków.
Brytyjczycy zbudowali również na glacis trzy platformy pod działa ładowane od zamka (BL).